# Robert Tepper
Robert Tepper (Bayonne, 1950. május 30. –) amerikai zenész, énekes, dalszerző, aki leginkább a Rocky IV. című film betétdaláról ismert, melynek címe "No Easy Way Out", valamint egy másik híres Sylvester Stallone-film, a Kobra filmzenéjén hallható "Angel of the City" is az ő nevéhez fűződik. Emellett Benny Mardones "Into the Night" című slágerének megírásában is közreműködött.

## Stúdióalbumok
- No Easy Way Out (Scotti Bros., 1985) Billboard 200 #144
- Modern Madness (Scotti Bros., 1988)
- No Rest For The Wounded Heart (MTM Music, 1996)
- New Life Story (2012)
- Better Than the Rest (AOR Heaven, 2019)